# Lubi
La Lubi est une rivière du bassin du fleuve Congo, dans les provinces du Sankuru et du Kasaï-Oriental en République démocratique du Congo, et un affluent de la Sankuru dans laquelle elle se jette à Lusambo.

## Géographie
Sur la route de Tshinshanku à Bakwanga des rapides (appelés rapides de Mukalenge) se forment dans la rivière Lubi ainsi que des chutes importantes dites de la Tubidibidi. Les grottes de la Lubi sont situées à proximité. Les parois intérieures de ces grottes sont d'une teinte verte caractéristique.